# Зимонсберг
Зимонсберг (нем. Simonsberg) — община в Германии, в земле Шлезвиг-Гольштейн. Входит в состав района Северная Фризия. Подчиняется управлению Нордзе-Трене. Население составляет 809 человек (на 31 декабря 2010 года). Занимает площадь 17,09 км².
Официальным языком в населённом пункте, помимо немецкого, является севернофризский.

## Население
| Год  | Численность | Численность |
| ---- | ----------- | ----------- |
| 1975 | 826         | [ 4 ]       |
| 2017 | 823         | [ 1 ]       |
| 2019 | 831         | [ 5 ]       |
| 2021 | 826         | [ 6 ]       |
| 2022 | 821         | [ 7 ]       |
| 2023 | 813         | [ 2 ]       |